# Khyargas, Uvs
Khyargas (tiếng Mông Cổ: Хяргас) là một sum của tỉnh Uvs ở Mông Cổ. Vào năm 2008, dân số của sum là 2.511 người.

## Địa lý
Sum có diện tích khoảng 3.300 km2. Trung tâm sum, Bugat, nằm cách tỉnh lỵ Ulaangom 180 km và thủ đô Ulaanbaatar 1.156 km.

### Khí hậu
Khyargas có khí hậu bán khô hạn. Nhiệt độ trung bình hàng năm trong khu vực là −2 °C. Tháng ấm nhất là tháng 7, khi nhiệt độ trung bình là 18 °C và lạnh nhất là tháng 12, với −22 °C. Lượng mưa trung bình hàng năm là 226 mm. Tháng ẩm ướt nhất là tháng 8, với lượng mưa trung bình là 55 mm, và khô nhất là tháng 3, với 3 mm.

## Hành chính
Sum được chia thành 4 bag (xã):
- Khangai
- Bugat
- Khairkhan
- Delger

## Kinh tế
Sum có một trường học, bệnh viện và khu dịch vụ.